# هيلدا أبراهامز
هيلدا أستريد أبراهامز نافارو (بالإسبانية: Hilda Abrahamz) (من مواليد 14 نوفمبر 1959 في كراكاس، فنزويلا) ممثلة تيلينوفيلا فنزويلية وحاملة لقب ملكة جمال السابقة. كانت الممثلة الرسمية لبلدها في مسابقة ملكة جمال العالم لعام 1980 التي عقدت في لندن، المملكة المتحدة في 13 نوفمبر 1980 ، حيث كانت واحدة من أفضل 15 دور نصف نهائي.

## الروابط الخارجية
- هيلدا أبراهامز على موقع IMDb (الإنجليزية)
- هيلدا أبراهامز على موقع أول موفي (الإنجليزية)
- هيلدا أبراهامز على موقع قاعدة بيانات الفيلم (الإنجليزية)

- Telemundo Website
- Official "Victoria" Website
- Miss Venezuela Official Website
- Miss World Official Website

| الجوائز و الإنجازات | الجوائز و الإنجازات    | الجوائز و الإنجازات |
| ------------------- | ---------------------- | ------------------- |
| سبقه تاتيانا كابوتي | ملكة جمال فنزويلا 1980 | تبعه بيلين ليون     |